# Loguivy-Plougras
Loguivy-Plougras település Franciaországban, Côtes-d’Armor megyében. Lakosainak száma 788 fő (2022. január 1.). Loguivy-Plougras La Chapelle-Neuve, Loc-Envel, Lohuec, Plougonver, Plougras, Plounérin és Plounévez-Moëdec községekkel határos.

## Népesség
A település népességének változása:
| Lakosok száma | 1604 | 1190 | 1021 | 963  | 917  | 919  | 890  | 813  | 802  | 788  |
|               | 1968 | 1982 | 1990 | 2006 | 2013 | 2015 | 2017 | 2019 | 2020 | 2022 |